# 한국장기조직기증원
한국장기조직기증원(韓國臟器寄贈院, Korea Organ Donation Agency, KODA)은 장기 기증 과정에 필요한 행정적, 임상적 지원 서비스를 제공하기 위해 설립된 기타 공공기관이다. 이사회에는 대한민국 보건복지부 보건산업정책국장이 이사로 참여하고 있다. 서울특별시 서대문구 충정로 36길 에 위치하고 있다. 2017년 4월 1일, 한국장기기증원, 한국인체조직기증원, 한국인체조직기증지원본부와 통합되었다.

## 관련 법률
- 장기 등 이식에 관한 법률

## 연혁
- 2009년 2월 2일 독립장기구득기관 설립 사업 지정
- 2009년 4월 22일 독립장기구득기관 명칭 및 로고 선정
- 2009년 5월 7일 한국장기기증원으로 명칭 변경. 개소식[4][5]
- 2010년 10월 1일 사무실 이전
- 2010년 12월 13일 법인 설립을 위한 발기인총회 및 이사회
- 2011년 2월 24일 보건복지부 법인심의위원회 개최
- 2011년 3월 4일 법인 설립 허가
- 2011년 6월 1일 장기 등 이식에 관한 법률 개정법 시행
- 2011년 11월 4일 충청지역사무소 및 호남지역사무소 개소
- 2011년 12월 16일 영남지역사무소 개소
- 2017년 4월 1일 한국장기기증원, 한국인체조직기증원, 한국인체조직기증지원본부 통합

## 주요 업무
- 뇌사자 장기기증에 대한 의료진 및 국민 홍보
- 뇌사추정자 통보
- 뇌사추정자 평가 및 장기기증 설득
- 뇌사판정 과정의 조정
- 뇌사자 관리
- 장기구득과정 조정
- 뇌사자 및 유족에 대한 사후 지원

## 조직
- 이사회

### 이사장
- 의료자문위원회
- 운영위원회

#### 사무총장

##### 기증관리국
- 중부권역
- 충청.호남권역
- 영남권역
- DA 운영과

##### 기증지원
- 대외협력
- 정보.교육
- 기획경영
- 홍보
- 전산